# 마이센 길드하우스
마이센 길드하우스(독일어: Zunfthaus zur Meisen)은 마이센 길드의 길드 하우스이다. 이곳은 스위스 취리히의 린덴호프 지구에 있는 역사적으로 가치 있는 많은 건물 중 하나이며, 2018년 4월까지 스위스 국립박물관의 도자기와 화폐 컬렉션도 소장하고 있었다. 이 건물은 리마트강을 가로지르는 다리인 뮌스터호프와 뮌스터교에 위치해 있으며, 콘슈타펠, 치머로이텐, 켐벨 그리고 사프란 길드하우스와 함께 리마트콰이 상류의 반대편에 있다.

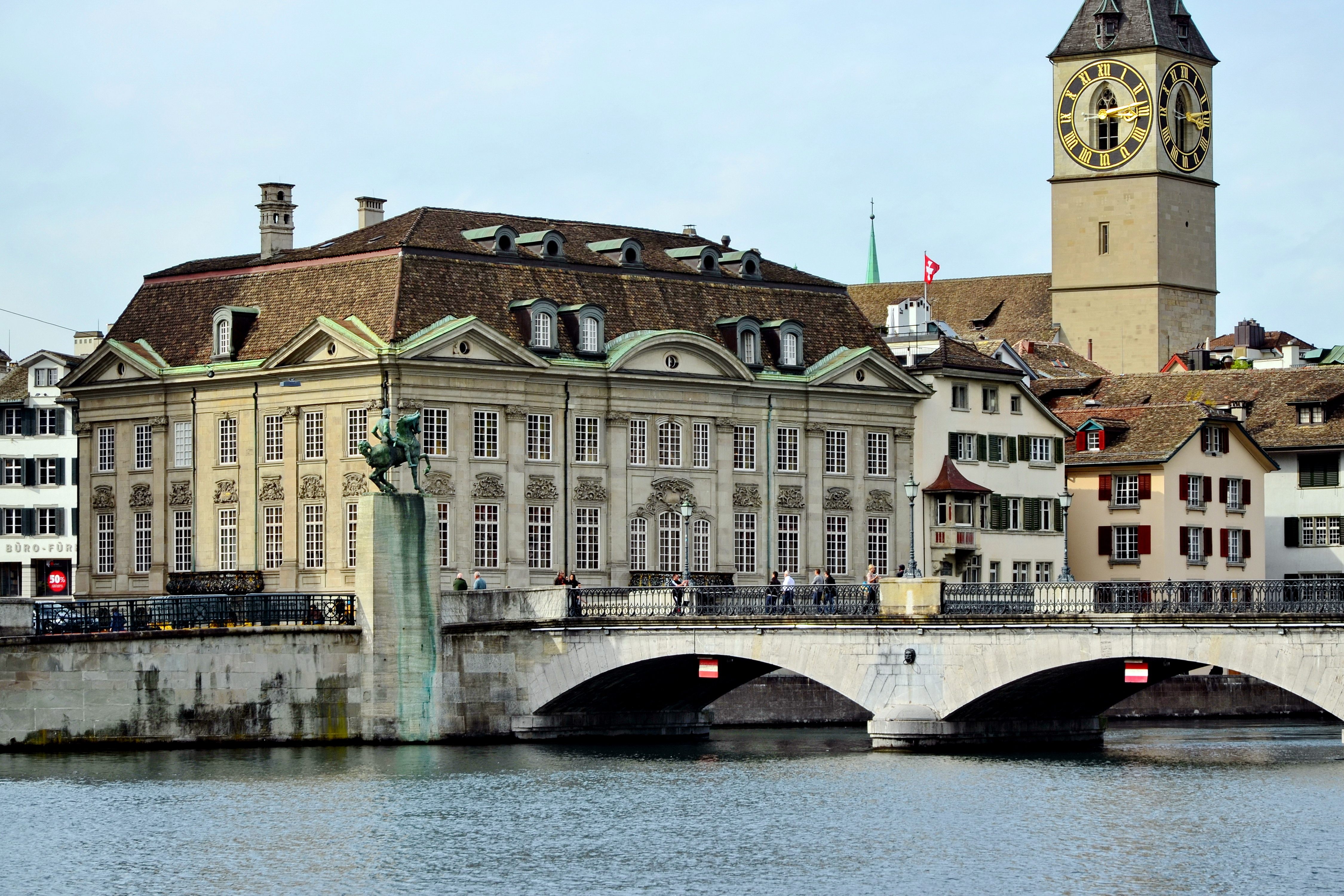
춘프트하우스 추어 마이센과 뮌스터교 (취리히)

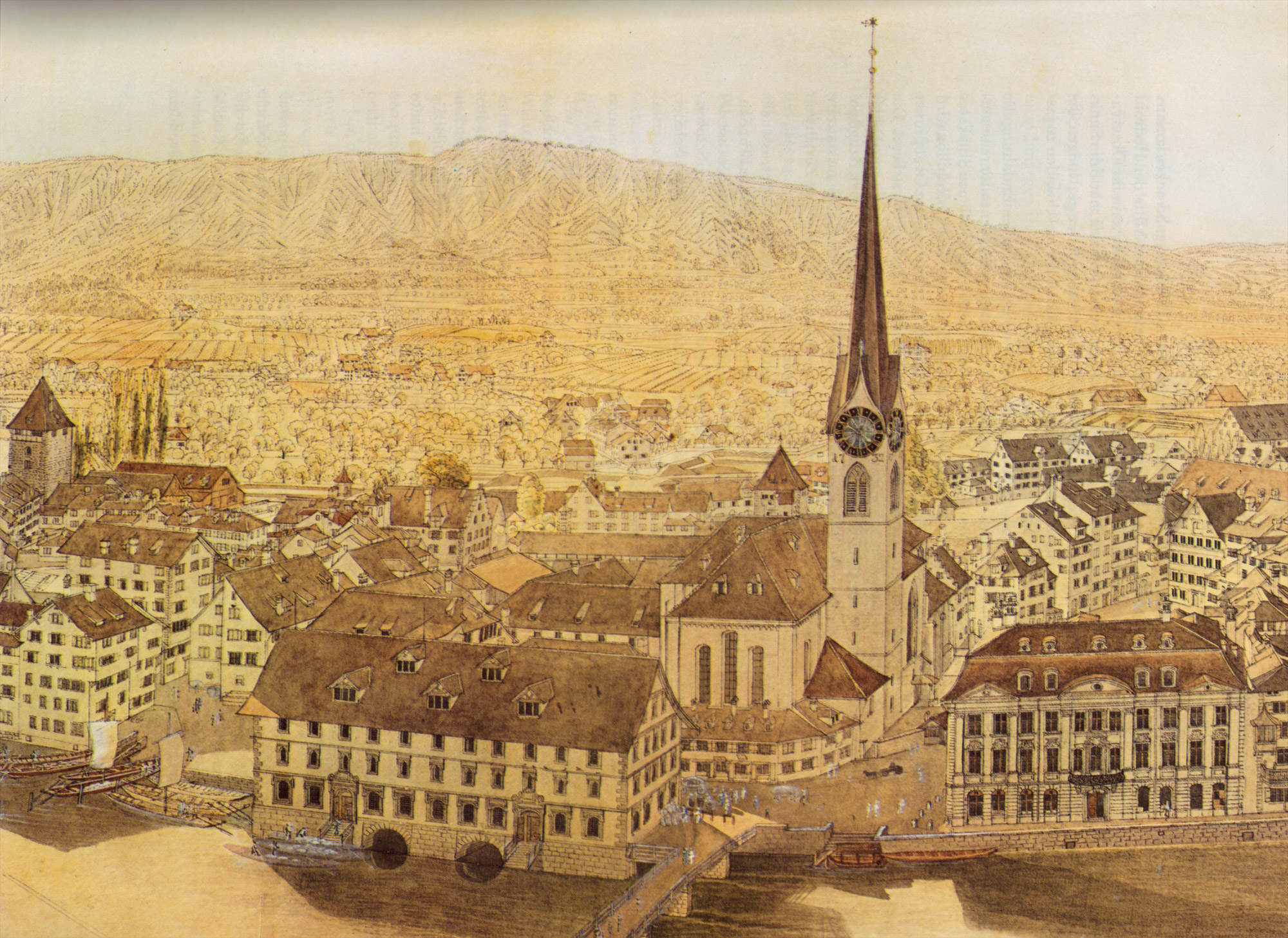
프라우뮌스터 수도원, 옛 코른하우스 (좌측에서) 그리고 마이센 길드 하우스. 아쿠아렐 by 프란츠 슈미드, 1757년 위치를 보여줌.

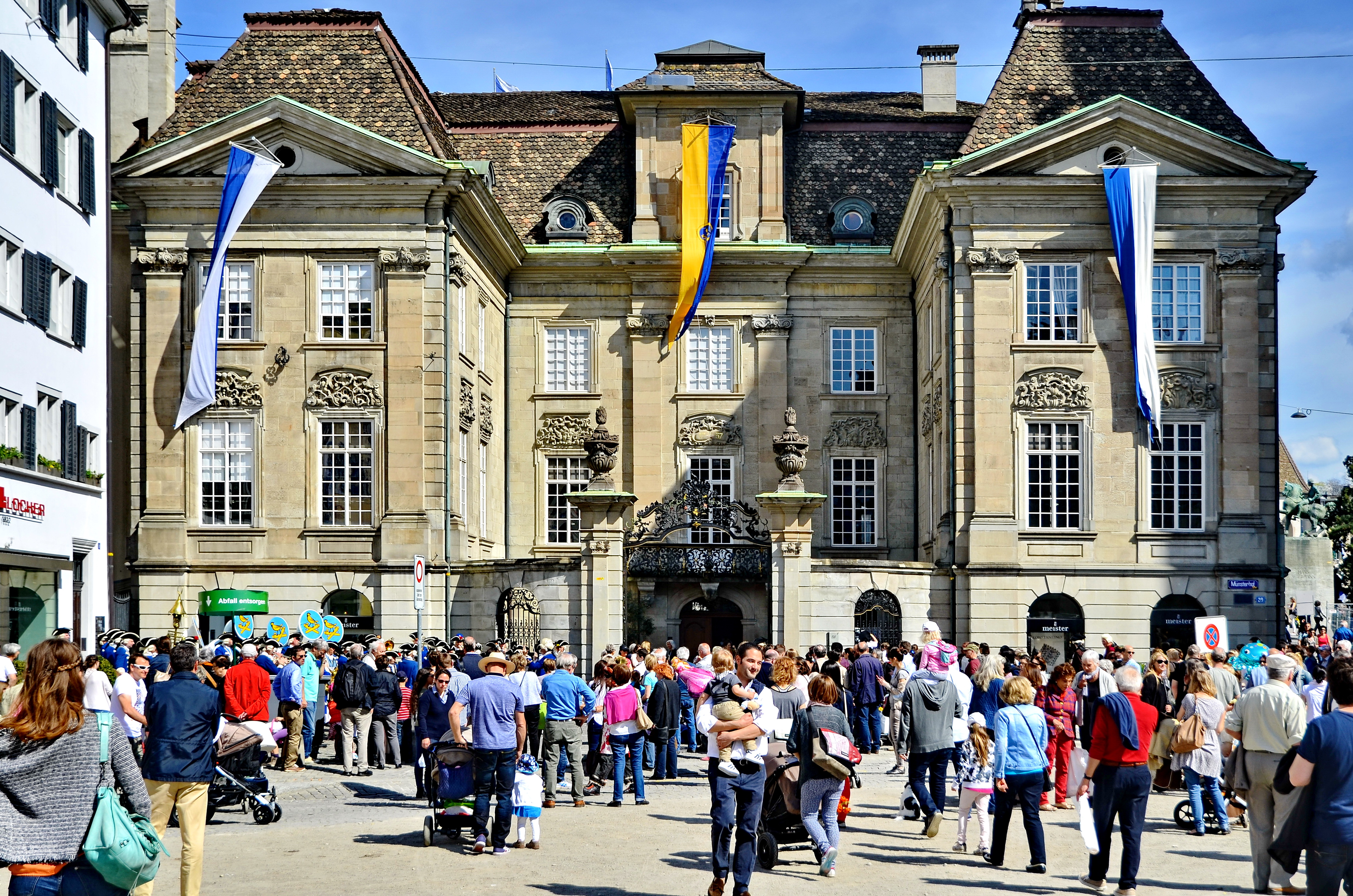
뮌스터호프에서 본 뜰

## 역사

### 마이센의 길드
1449년, 전 여관 주인 길드(Zunft zum Winlütten)는 der Meysen hus라는 이름의 집을 지었다. 같은 해 양조장, 선술집 주인, 안장, 화가로 구성된 길드는 집 이름을 반영하여 이름을 마이센 길드(Zunft zur Meisen)로 변경했다.
여관 주인 길드는 다른 중세 취리히 길드와 함께 1336년 취리히 최초의 독립 시장인 루돌프 브룬이 설립한 시스템을 기반으로 설립되었다. 길드는 다양한 공예 협회를 대표했지만, 중세 도시 공화국의 전쟁에 독립군대로 참여한 경제, 정치, 사회 및 심지어 군사 조직이기도 했다. 그들은 또한 프랑스 혁명군이 길드 체제를 종료하고 1798년 봄에 구스위스 연방이 붕괴될 때까지 중세 도시 취리히 공화국의 엘리트 평의회 의원을 구성했다.
취리히 길드는 콘슈타펠의 손님으로만 참여하는 프라우뮌스터 사회의 여성 회원을 제외하고, 여전히 작셀로이텐을 기념한다.

### 길드 건축물
초기에 ‘알터 아인지들러호프’ 하우스가 오늘날의 길드 하우스 자리에 서 있었다. 이것은 1268년 10월 25일에 처음 언급되었다. 수도원장 안젤름 폰 아인지델른은 한때 이 건물을 수도원장을 위한 플롭하우스로 지었다. 또한 집에는 관리자의 이전 아파트도 포함되어 있다. 1618년에 이전의 ‘알터 아인지들러호프’는 오래된 집을 새 건물로 교체한 카스파 슈미트 대령에게 매각되었다.
1752년에 새로운 길드 하우스의 건설이 시작되었고, 두 석공의 미망인이 남성보다 낮은 입찰가를 제시하여 파문을 일으켰다. 두 여자에게 계약이 주어졌다. 건물은 뮌스터호프 광장의 프라우뮌스터 수도원 바로 옆에 있는 리마트강의 왼쪽 해안에 있다.
건물의 지붕에는 원래 천문대인 우라니아 슈테른바르테(Urania Sternwarte)가 있었다. 1759년에 천문학 위원회는 이 망원경을 사용하여 정중을 정의하여 지구상에서 취리히 시의 정확한 위치를 결정했다. 19세기에 고트프리트 켈러와 페르디난트 호들러는 이전 마이센 카페의 가장 유명한 손님이었다. 20세기에는 스웨덴의 구스타프 5세, 윈스턴 처칠, 영국의 엘리자베스 2세, 지미 카터가 모두 방문객이었다. 건물은 여전히 높은 가격대의 레스토랑이다.

## 건축물
이전 여관 주인 길드는 시장 거리(Marktgasse)에 길드 하우스를 가지고 있었다. 1757년에 건축가 다비드 모르프(1700-1773)가 쿠르 도뇌르와 우아한 물웅덩이 문이 있는 프랑스 스타일의 로코코 궁전을 건축했다. 건물의 돌은 오버제 호숫가의 채석장에서 나온 볼린저 사암이었다. 건물 내부에 특별한 주의를 기울였다. 천장과 벽화는 요한 발트하자르 불링거, 레온하르트 로허와 한스 야콥 호프만의 벽돌 난로, 정교한 치장 벽토티롤 출신의 거장 요한 슐러의 천장. 2개의 길드룸과 그 사이에 있는 발코니 홀은 호화로운 치장 벽토로 장식되어 있으며, 바로크 테이블 문화의 포괄적인 프레젠테이션을 위한 이상적인 배경을 형성한다. 이러한 연결을 통해 집과 전시는 예술의 종합으로 병합된다. 마이센 길드하우스는 취리히에서 가장 아름다운 길드 하우스 중 하나로 간주된다.

## 도자기와 파양스 도자기 컬렉션
1958년부터 2018년 4월 17일까지 길드 하우스는 스위스 국립박물관의 7개 사이트 중 하나였으며, 도자기와 화폐 컬렉션을 보관했다. 상설 전시회에서는 18세기 스위스 도자기와 파양스 도자기 공장에 대한 개요와 식기 및 미니어처의 형태와 패턴 개발에 대해 설명했다. 초점 중 하나는 킬히베르크에 있는 쇼어렌 도자기 공장(1763–1790)의 제품이었다. 전시회를 변경하면 기념 전시회(프라우엔, 남녀길드 – 250년 전통의 마이센 길드 하우스)와 같은 취리히의 유명한 도자기 제조업체 및 기타 문화 및 역사적 문제의 역사와 작업에 대해 자세히 설명했다. 컬렉션의 주요 항목은 원래 300조각의 만찬 서비스로, 취리히가 슈비츠 주와의 어업권 분쟁을 중재한 데 대한 감사의 뜻으로 1775년 아인지델른 수도원에 기증했다. 취리히 도자기는 1781년부터 1813년까지 생산된 당시의 다른 중요한 스위스 도자기 제조소인 니옹의 뛰어난 제품으로 보완된다. 파이앙스 식기 생산 분야에서는 당시 스위스의 모든 생산지를 대표했다. 파이앙스로 만든 취리히의 장엄한 타일 스토브는 이 산업 분야와 밀접한 관련이 있을 뿐만 아니라 중요한 스위스 항구 전통과도 관련이 있다.
방문객 친화적이지 않은 개방 시간(목요일부터 일요일까지, 오전 11시부터 오후 4시까지) 때문에 박물관 경영진은 다양한 요구를 조화시키려고 노력했다. 집약적으로 사용된 국립중앙박물관이 개관한 이후로 관람객의 흐름이 더욱 뚜렷하게 바뀌었다. 어쨌든 2018년 4월 17일부터 전시를 취소해야 하는 가슴의 임박한 개조를 고려하여 국립 박물관의 경영진은 마침내 마이센 지부를 계속하지 않기로 결정했다. 도자기와 도자기 소장품은 언젠가 국립박물관의 서쪽 별관에 있는 재설계된 상설 전시에 통합될 것으로 예상되며, 이 전시는 포괄적인 개조 공사가 완료된 후 내년에 열릴 예정이다.

## 국가중요문화재
마이센 건물과 그 수집품은 스위스 국가 및 지역 중요 문화재 목록에 국가 중요 A급 대상으로 등재되어 있다.